# Myggnät

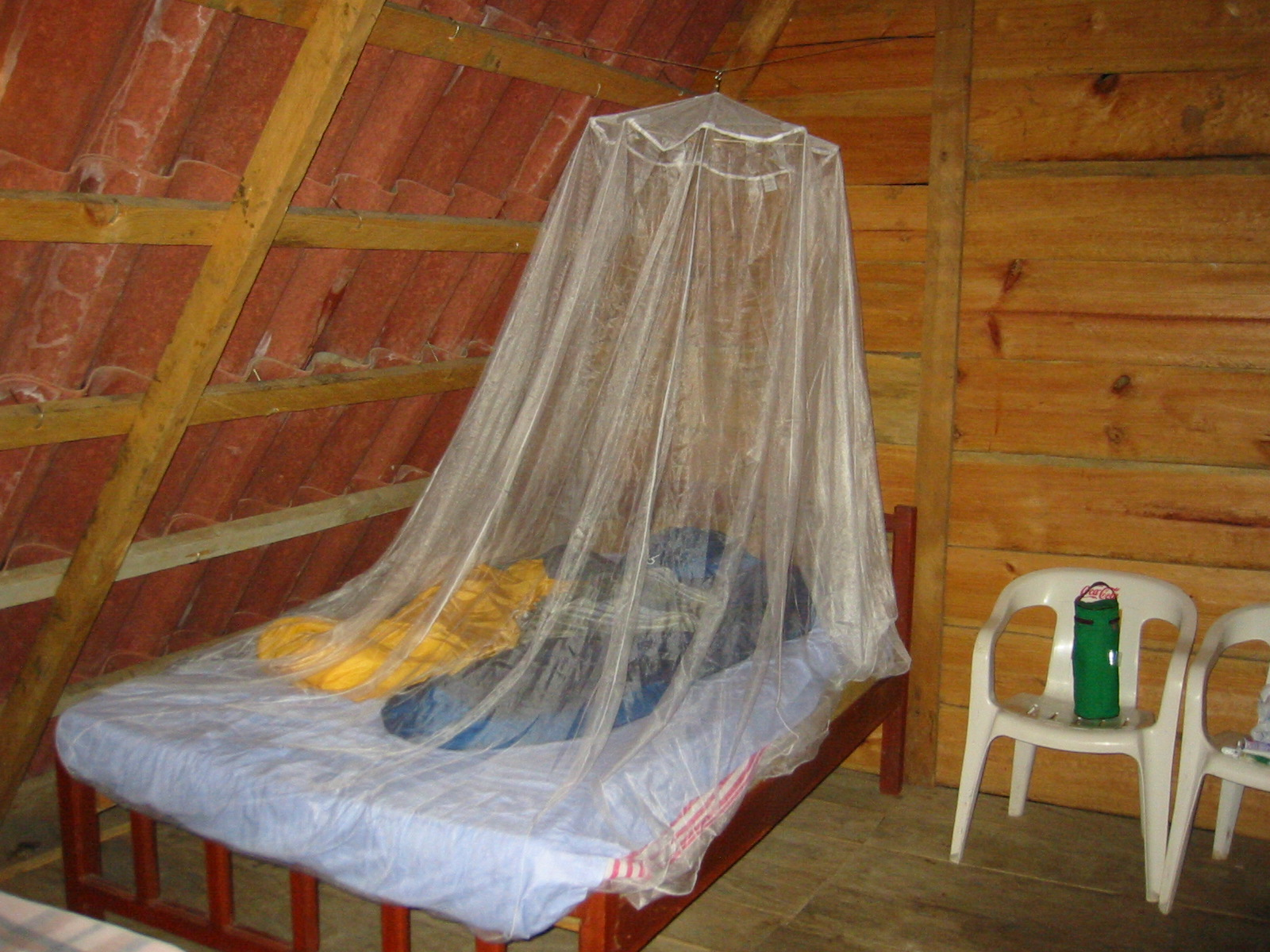
Takhängt myggnät.

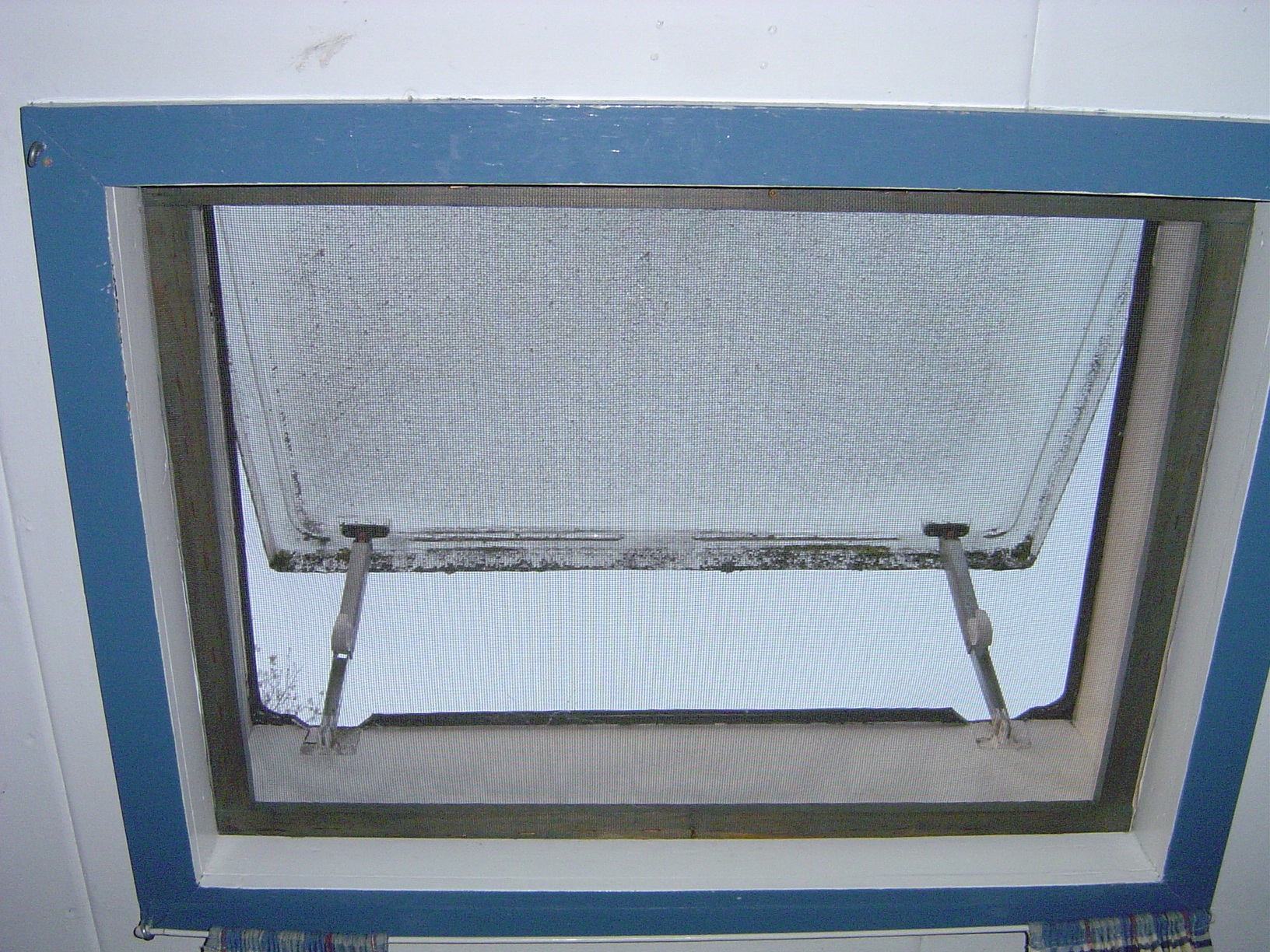
Fönster med myggnät.

Ett myggnät (eller insektsnät) är ett nät, ofta gjort av textil eller plastmaterial, vars funktion är att skydda mot insekter men släppa igenom luft och ljus. Myggnät förekommer exempelvis i tält och kan monteras i fönster, dörrar eller skärma av delar av ett rum, som exempelvis en sovplats, för att undvika att drabbas av insektsbett, insektsburna sjukdomar eller irriterande insekter. I områden där det förekommer insektsburna sjukdomar som malaria, denguefeber, gula febern och olika former av encefalit är det vanligt med myggnät och att näten även är behandlade med insektsgift för att göra dem mer effektiva.
Myggnät används även till mygghattar och mygghuvor.
Ordet "myggnät" är belagt i svenska språket sedan 1749.